# Witsteelfranjehoed
De witsteelfranjehoed (Psathyrella piluliformis) is een schimmel behorend tot de familie Psathyrellaceae. Het produceert vruchtlichamen met breed convexe hoeden met een diameter van 2 tot 5 cm. De hoeden zijn kastanjebruin tot roodbruin, de kleur vervaagt bij veroudering en bij droog weer. 

## Kenmerken

### Uiterlijke kenmerken
Hoed
De hoed heeft een diameter van 2 tot 6 cm, ribbels aan de rand en is gedrapeerd met de resten van een fijne, vezelige gedeeltelijke bedekking (Velum partiale). De vorm is halfbolvormig bij jonge vruchtlichamen en later gebogen tot klokvormig, vaak gerimpeld en soms stomp gewelfd. Het oppervlak is mat en verandert van aanzien als het nat is (hygrofaan). Droog is de kleur geel tot okerbruin, nat is het donker roodbruin. Het vruchtvlees verandert ook van kleur tussen droog lichtbruin/beige en nat grijsbruin. Er zit een bleke, dunne, vluchtige sluier over de donkere rand van de hoed. 
Lamellen
De lamellen zijn witachtig tot lichtbruin als ze jong zijn en worden geleidelijk donkerder tot chocoladebruin naarmate de sporen rijpen. Ze zijn dicht en breed aan de steel gehecht. 
Steel
De witte, in lengterichting vezelige steel is 4–8 (–10) centimeter lang, 3 tot 7 mm dun, cilindrisch van vorm, vaak gebogen, zonder ring, hol en breekt gemakkelijk. Het oppervlak is (vuil) witachtig en bruin van kleur naar de basis toe, enigszins gevlekt en zijdeachtig en gestreept naar de top toe.
Geur en smaak
Het ruikt vaag naar schimmel en smaakt mild of soms bitter.
Sporenprint
De sporenprint is bruin met een vleugje rood.

### Microscopische kenmerken
De omberbruine en gladwandige sporen groeien in vieren op elke basidia. Ze meten 4,5–6,5 × 3–4 µm, zijn elliptisch van vorm en hebben een onopvallende kiempore. Er zijn gespen aanwezig. De cheilocystidia staan vaak verspreid en meten 22-40 × 8-14 µm. De pleurocystidia zijn knotsvormig, in overvloed aanwezig in het trama en meten (30-) 36-48 (-56) × 9-16 (-20) µm.

## Verspreiding
De witsteelfranjehoed komt voor in Europa en Noord-Amerika (waarschijnlijk wereldwijd) en leeft op lagere hoogten (veel minder vaak in de bergen, afwezig in de bergen) en is niet gebruikelijk, maar in ieder geval in Duitsland wordt het nergens bedreigd en kan het zich aanpassen. 
In Nederland komt hij zeer algemeen voor. Hij staat niet op de rode lijst en is niet bedreigd.

## Ecologie
Hij leeft saprotroof op of bij dode stammen, stronken en begraven hout van loofbomen en minder vaak op takken of levende bomen. Hij is vooral bekend van Eik (Quercus) en Beuk (Fagus), komt zeer zelden voor op naaldhout. Hij komt voor in loof- en gemengde bossen, parken en lanen, bij voorkeur op zandige, min of meer voedselarme bodems.

## Foto's

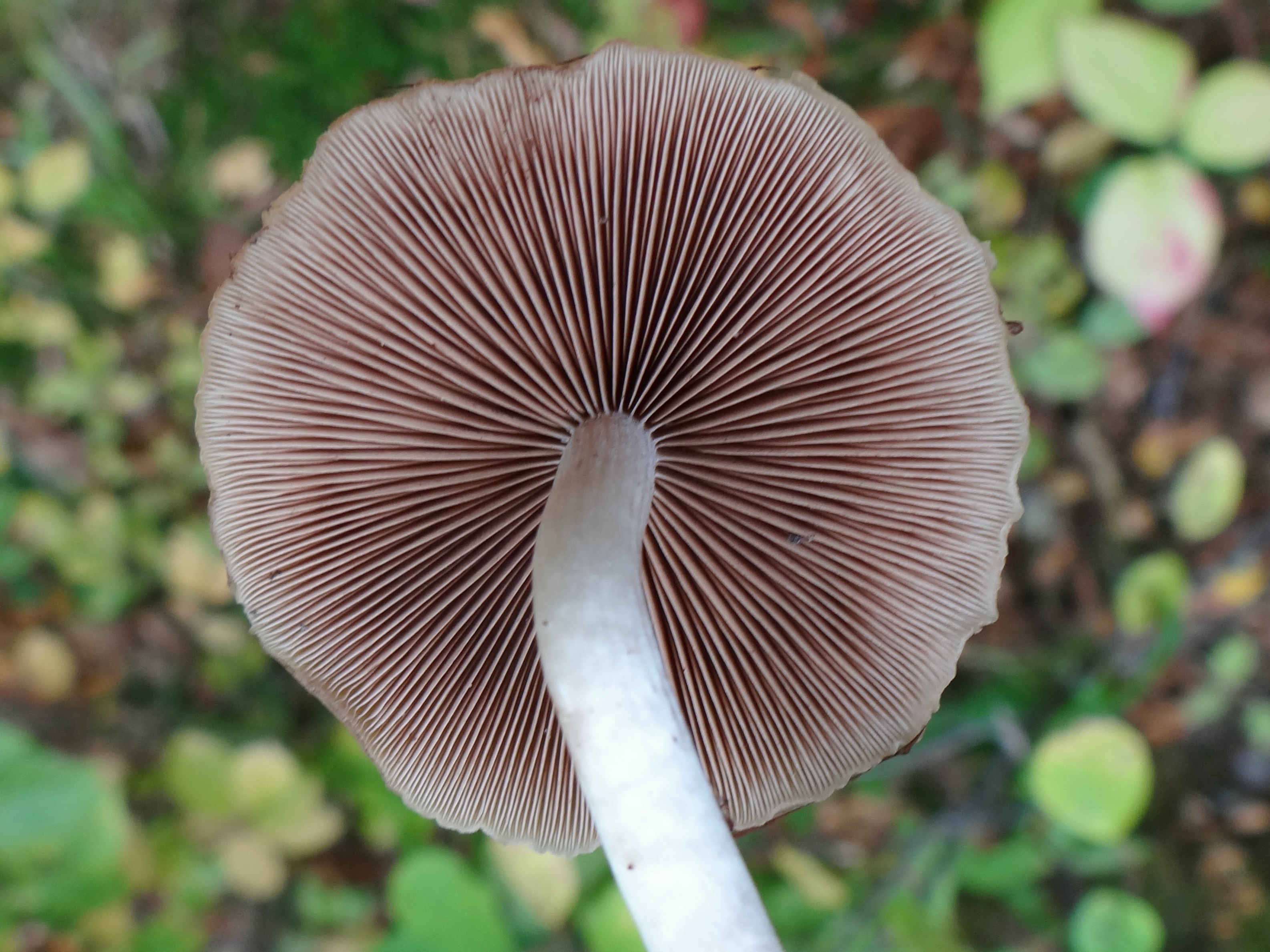
Lamellen
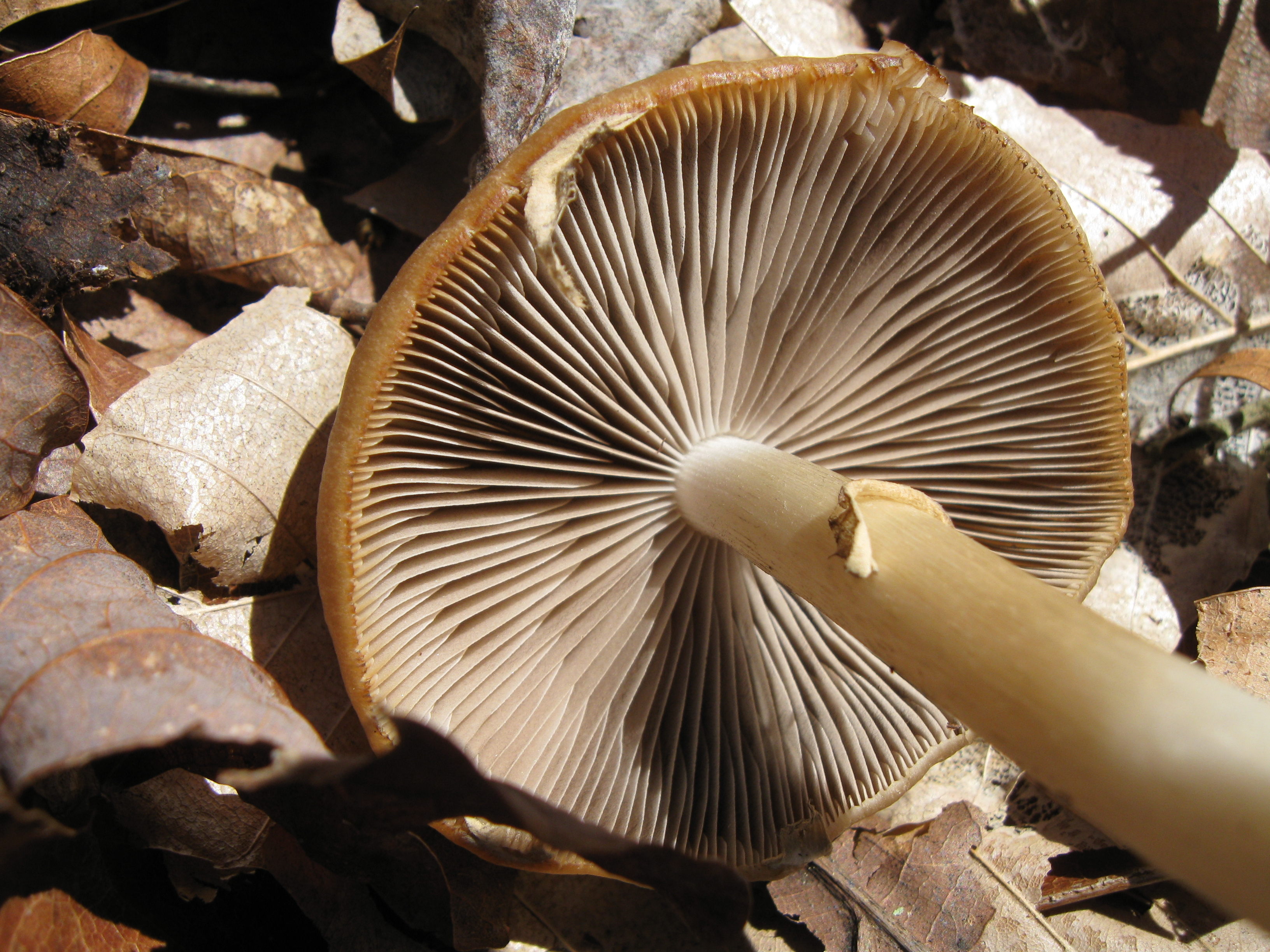
Lamellen
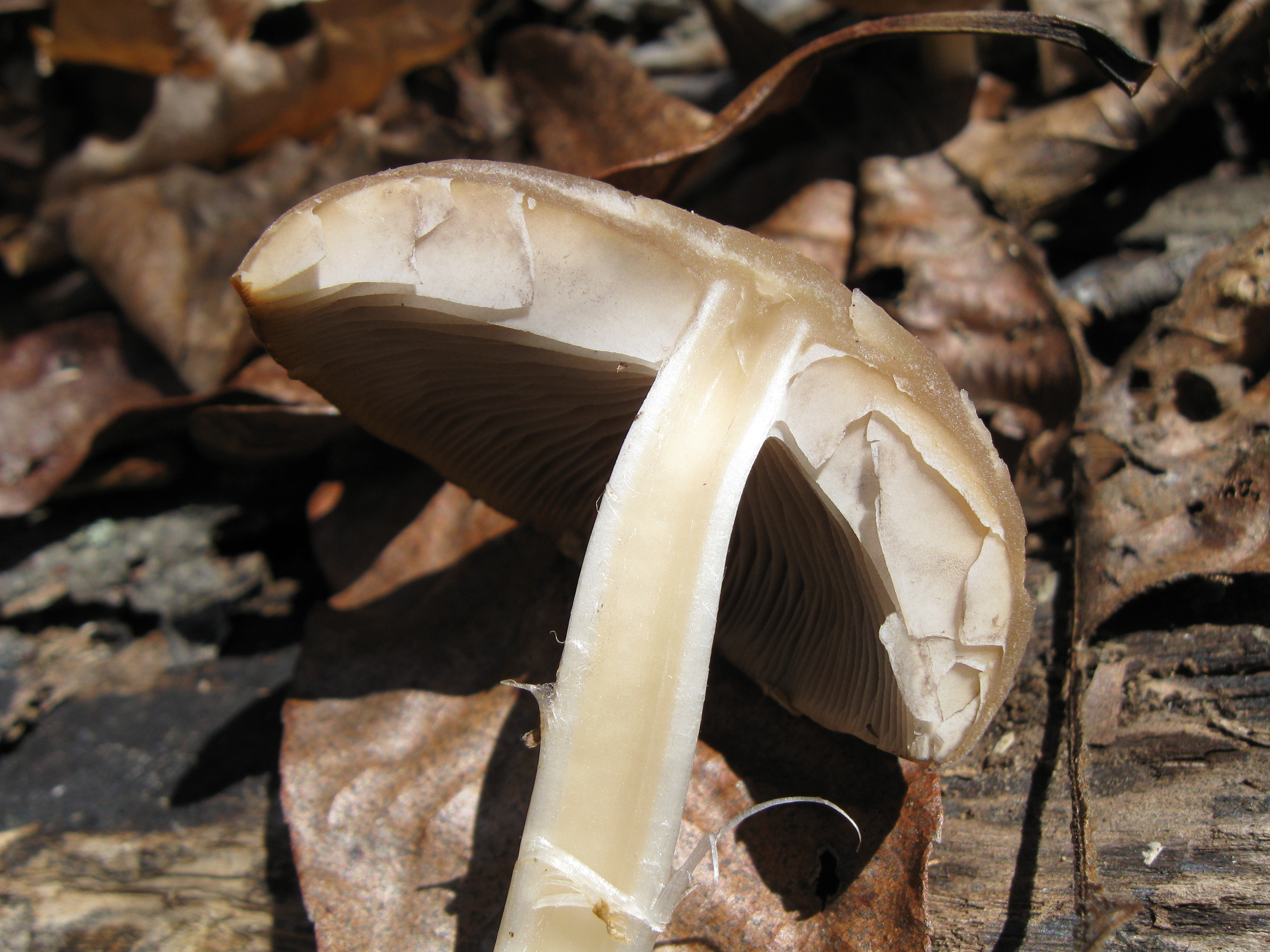
Doorsnede
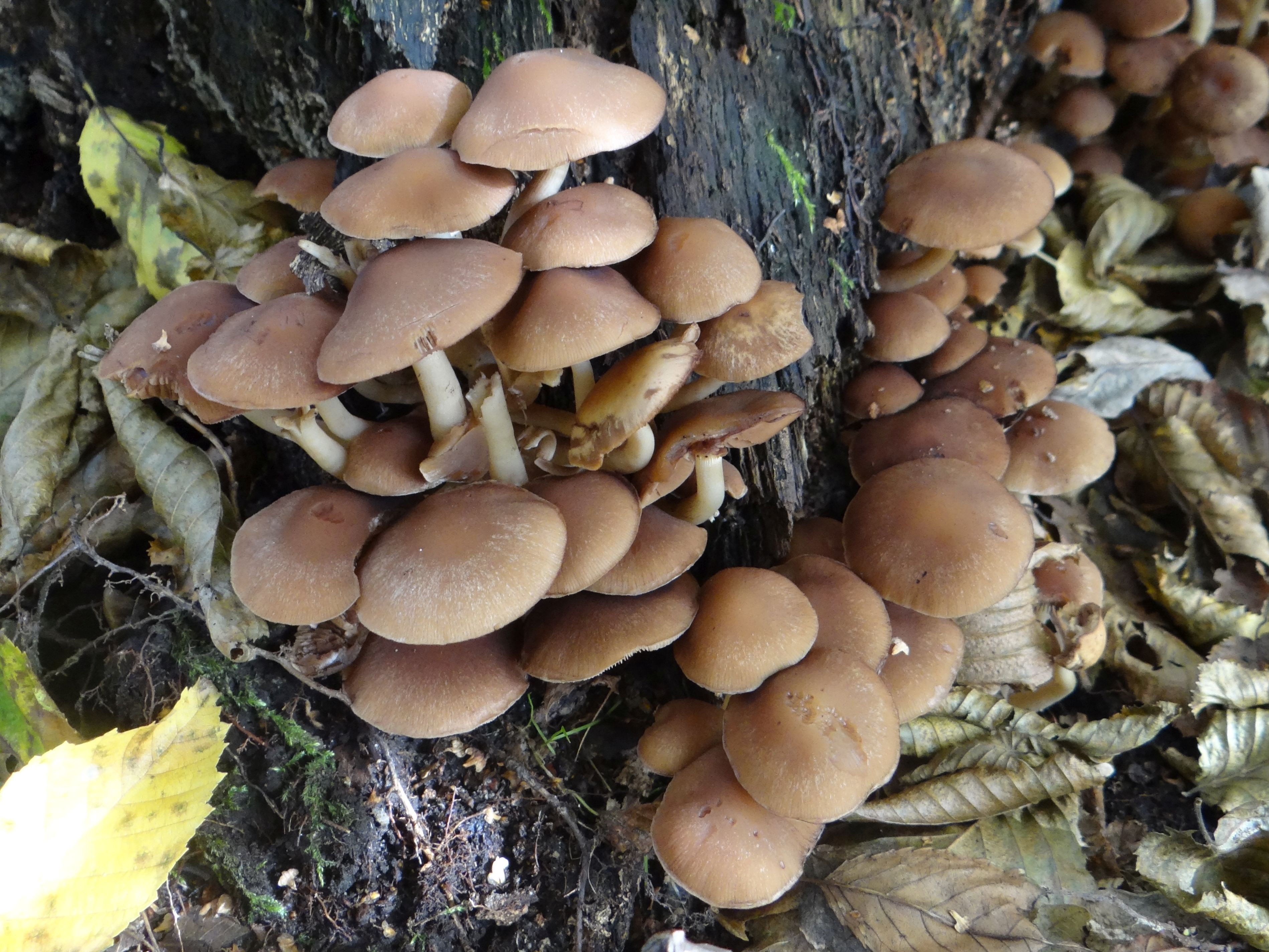
Groepje exemplaren
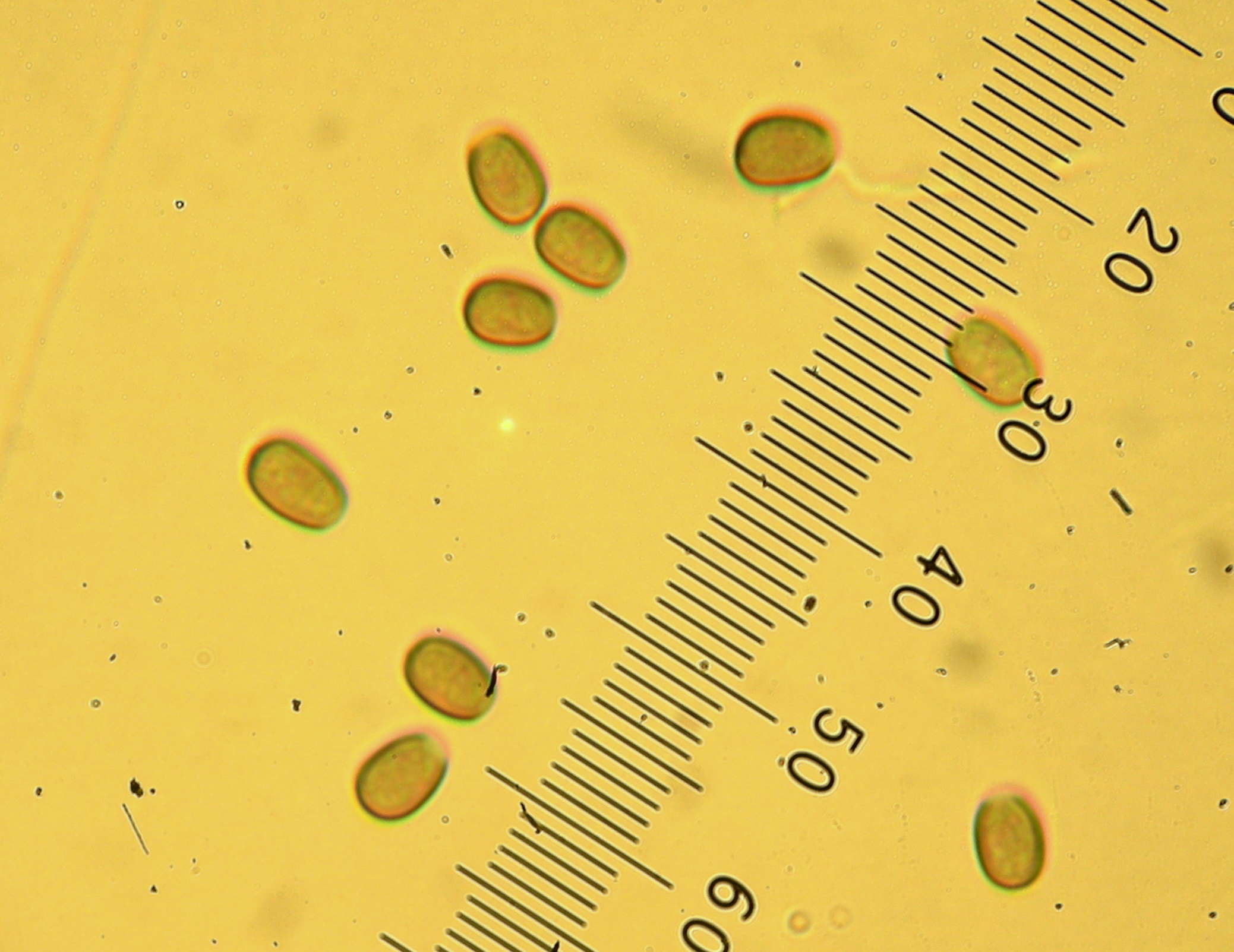
Sporen
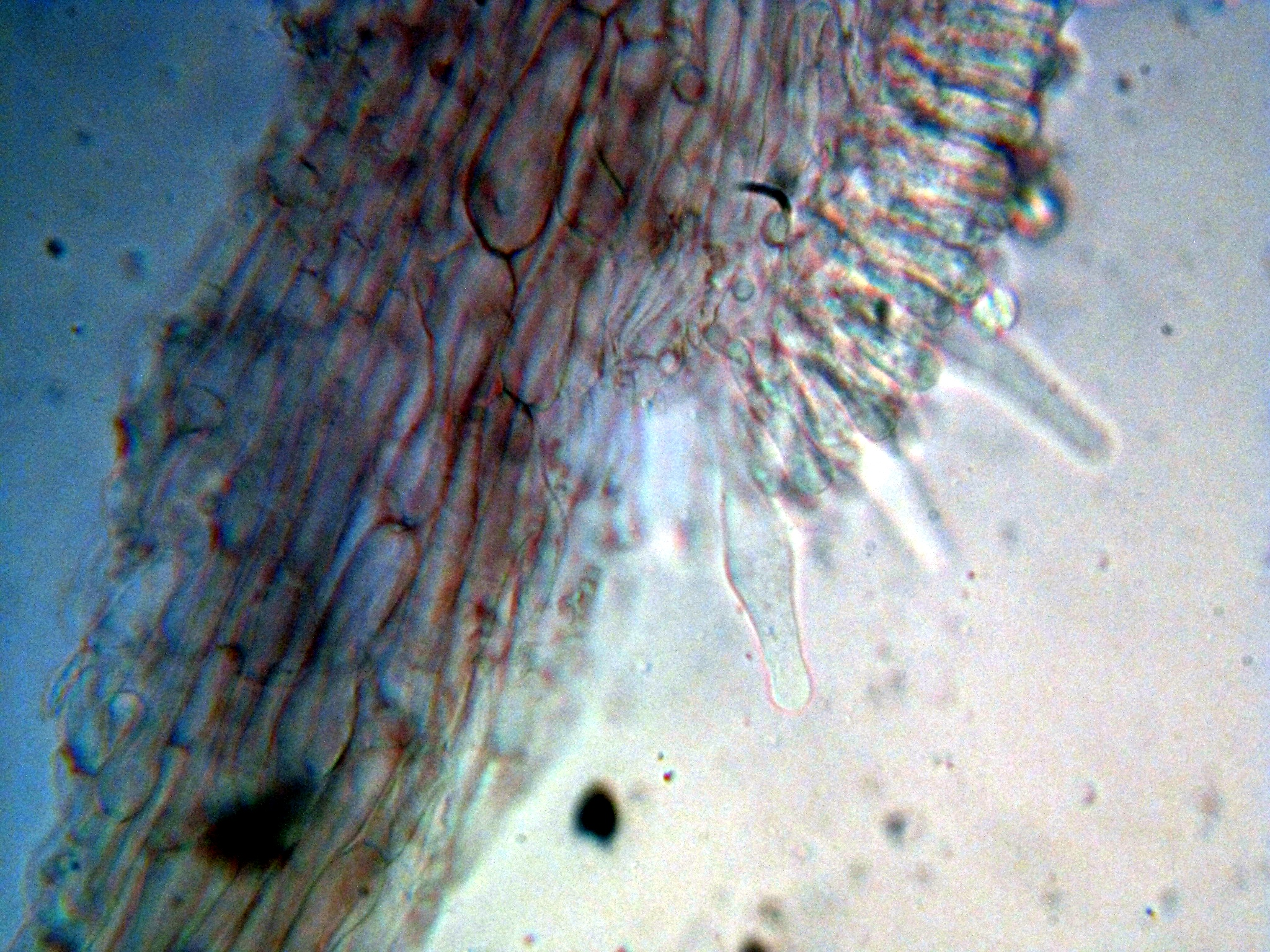
Pleurocystidia